# Église Saint-Martin de Jeumont
L'église Saint-Martin est l'église de Jeumont dans le département du Nord. Son culte dépend du diocèse de Lille. Elle est dédiée à saint Martin, apôtre des Gaules, et a été construite à la fin du XVIIIe siècle.

## Histoire
Une église dédiée à saint Martin est construite en 1454 sur une colline surplombant le bourg et est entourée du cimetière de la paroisse, disparu à la fin du XVIIIe siècle. Menaçant de s'effondrer, l'église est remplacée par une nouvelle église construite entre 1787 et 1789 selon un plan en croix latine. Elle est fermée et mise sous séquestre sous la Terreur en 1793, alors que l'abbaye de Liessies (dont dépendait sa cure), est démolie en 1791-1793. L'église Saint-Martin devient un magasin de fourrage. L'église est endommagée en avril 1794 par les canons autrichiens. Elle est rendue au culte en 1802.
L'église abrite des fonts baptismaux en marbre noir datant de 1516 qui sont classés monuments historiques. On remarque aussi cinq dalles funéraires en pierre bleue datant du XVe au XVIIIe siècle, dont celle de l'écuyer Jean de Kessel et son épouse Anne de La Biche.
Les vitraux datent de 1929 et relatent des épisodes de la vie de Jésus. Le maître-autel du XIXe siècle a été ôté à la fin des années 1960. Une statue de 1931 du Sacré-Cœur se trouve sur le côté Sud à l'extérieur de l'église.

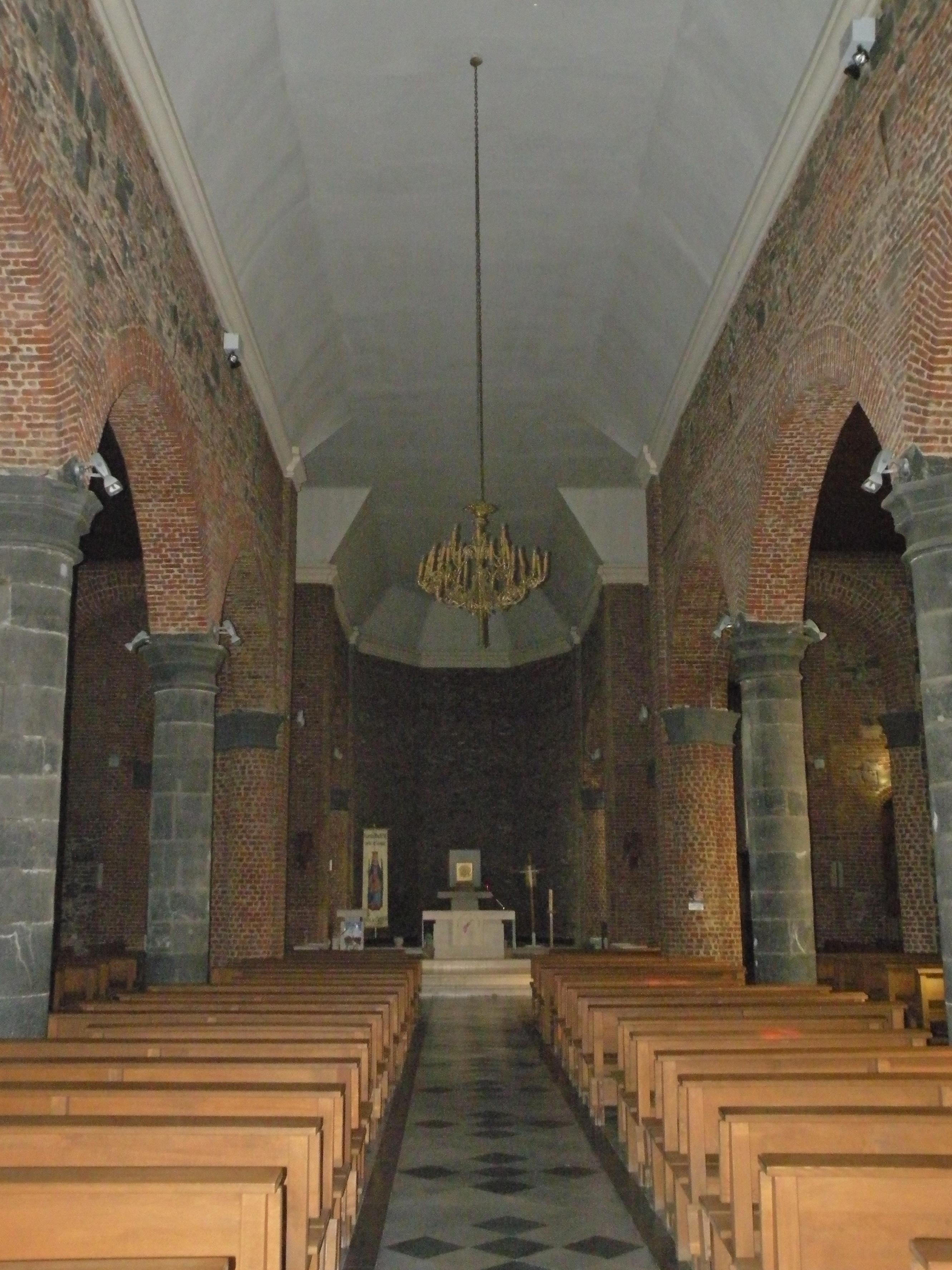
Nef.
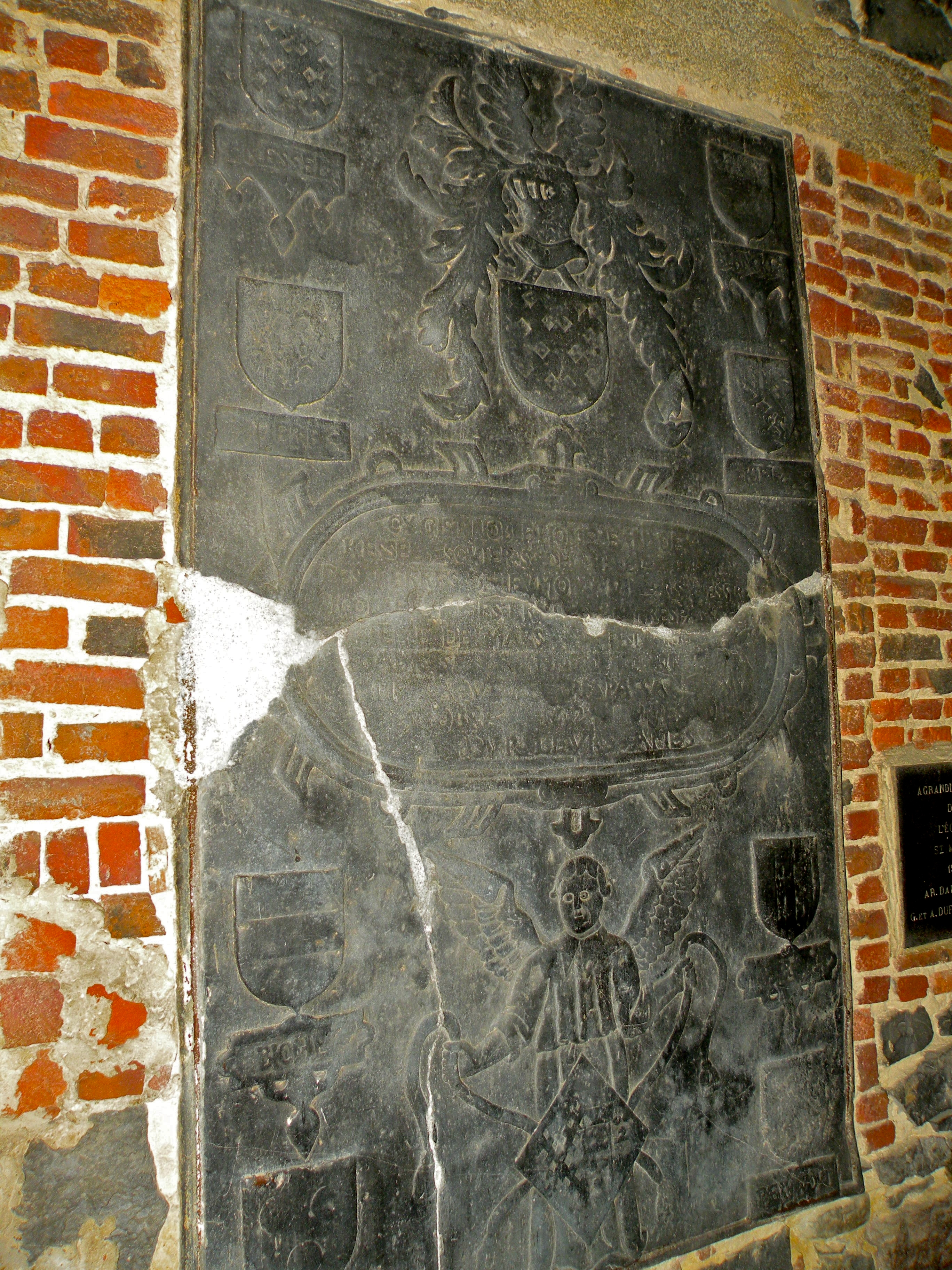
Dalle funéraire.
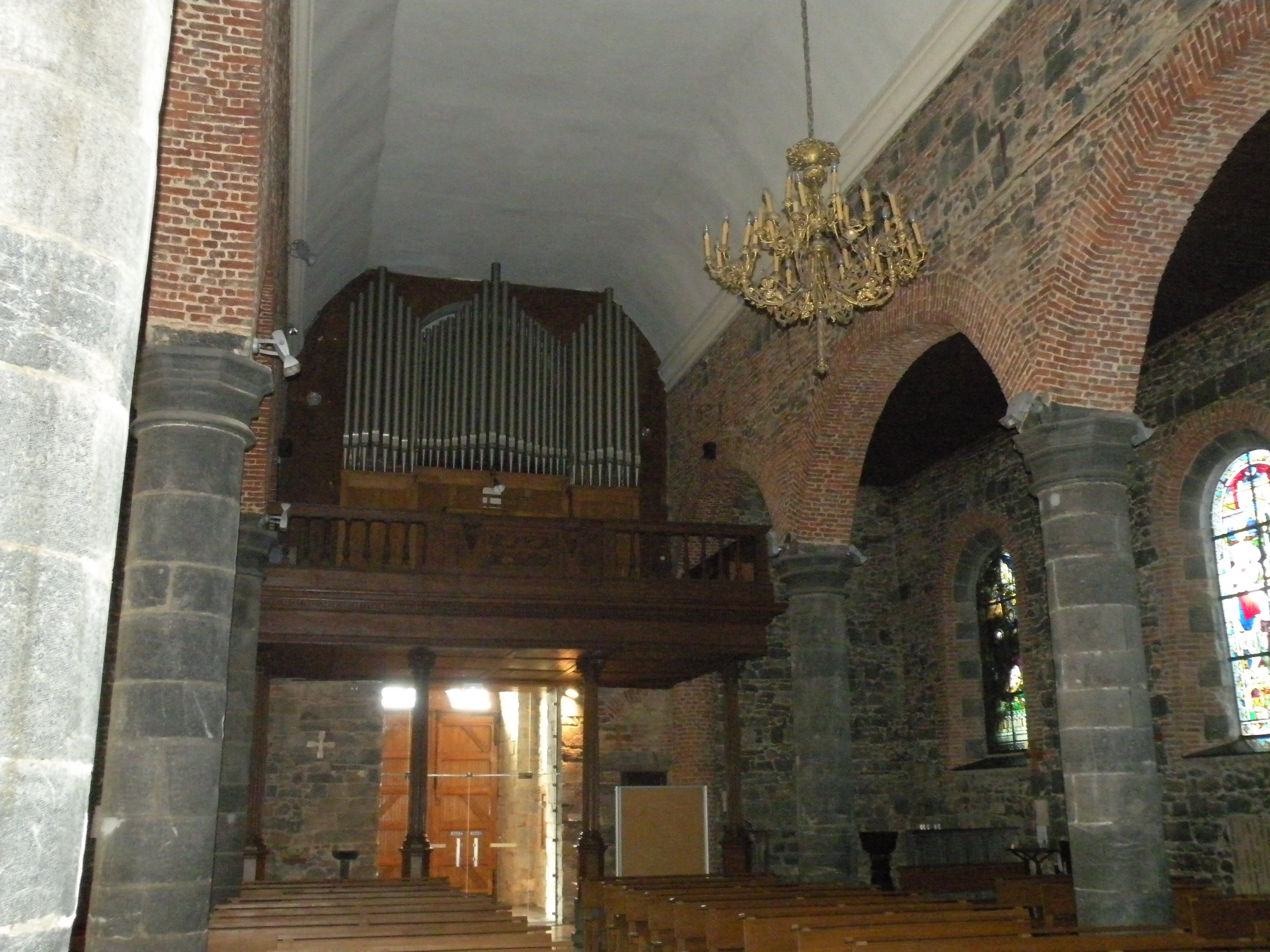
Orgue.
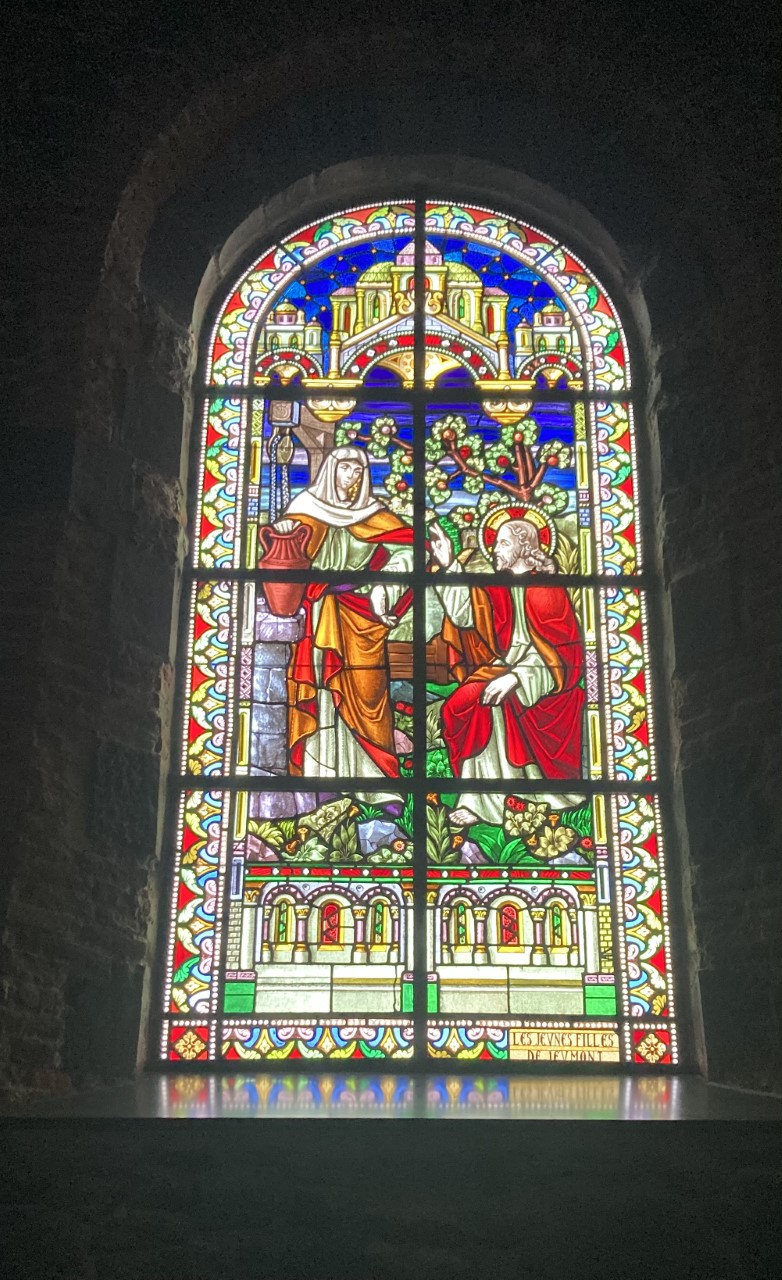
Vitrail de la Samaritaine.